# Mimoclystia mermera
Mimoclystia mermera là một loài bướm đêm trong họ Geometridae.